# Сальседо, Карлос
Ка́рлос Хо́эль Сальсе́до Эрна́ндес (исп. Carlos Joel Salcedo Hernández; 29 сентября 1993, Гвадалахара, Мексика) — мексиканский футболист, защитник клуба «Крус Асуль» и сборной Мексики. Участник Олимпийских игр 2016 года. Участник чемпионата мира 2018 года.

## Клубная карьера

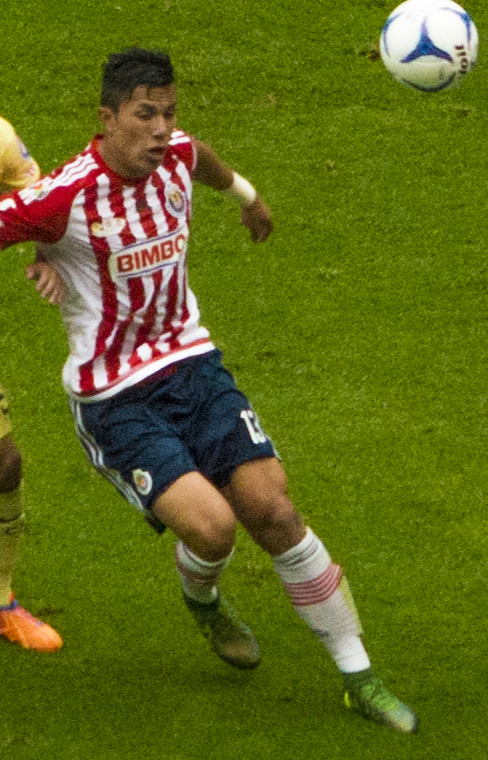
Сальседо в составе «Гвадалахары»

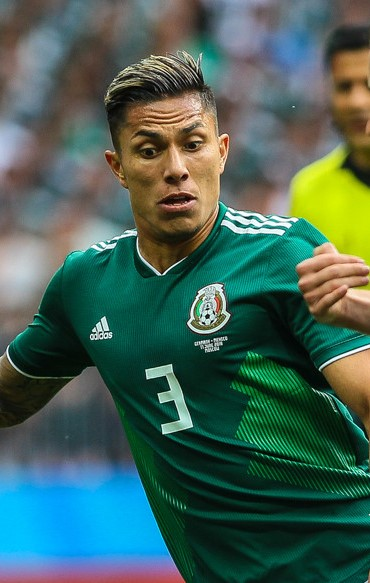
Сальседо в составе сборной Мексики

Начал заниматься футболом в академии клуба «Гвадалахара». В 2008 году покинул родной город и некоторое время играл за молодёжные команды «УАНЛ Тигрес» и американского «Реал Солт-Лейк». В январе 2013 года клуб MLS «Реал Солт-Лейк» подписал с Сальседо контракт по правилу доморощенного игрока. Его профессиональный дебют состоялся 4 мая в матче против канадского «Ванкувер Уайткэпс», в котором он вышел на замену вместо Жоао Платы перед финальным свистком, став первым выпускником академии «Реал Солт-Лейк» в Аризоне, сыгравшим в MLS за РСЛ. В том же году стал финалистом Кубка MLS и Кубка Ламара Ханта. 19 сентября 2014 года в поединке против «Колорадо Рэпидз» забил свой первый гол в профессиональной карьере, став первым доморощенным игроком РСЛ, забившим гол.
6 января 2015 года вернулся в Мексику, перейдя в «Гвадалахару». 19 января в матче против «УНАМ Пумас» дебютировал в мексиканской Примере. 2 марта в поединке против «Монтеррея» забил свой первый гол за команду.
Летом 2016 года на правах аренды перешёл в итальянскую «Фиорентину». 25 сентября в матче против «Милана» дебютировал в итальянской Серии A. Летом 2017 года был отдан в аренду с возможностью выкупа в немецкий «Айнтрахт». 9 сентября в матче против мёнхенгладбахской «Боруссии» дебютировал в Бундеслиге. По итогам сезона помог клубу выиграть Кубок Германии.
21 января 2019 года вернулся на родину, подписав с «УАНЛ Тигрес» четырёхлетний контракт. 9 февраля в матче против «Веракруса» дебютировал за новую команду. В поединке против «Керетаро» забил свой первый гол за «УАНЛ Тигрес».
31 января 2022 года перешёл в канадский клуб MLS «Торонто», подписав контракт по правилу назначенного игрока до конца сезона 2024 с опцией продления на сезон 2025. За «Торонто» дебютировал 26 февраля в матче стартового тура сезона 2022 против «Далласа». 12 июля достиг обоюдного согласия с «Торонто» о расторжении контракта, чтобы вернуться в Мексику по семейным обстоятельствам.
12 июля 2022 года подписал контракт с клубом Лиги MX «Хуарес». Дебютировал за «Хуарес» 22 июля в матче против «Некаксы».
16 июня 2023 года перешёл в «Крус Асуль», подписав трёхлетний контракт с опцией продления ещё на один год.

## Международная карьера
16 апреля 2015 года в товарищеском матче против сборной США дебютировал за сборную Мексики.
Летом 2015 года попал в заявку на участие в Кубке Америки в Чили. На турнире сыграл в матче против Чили.
Летом 2016 года в составе олимпийской сборной Мексики принял участие в Олимпийских играх в Рио-де-Жанейро. На турнире сыграл в матчах против команд Германии, Фиджи и Южной Кореи. В поединке против фиджийцев забил гол.
В 2017 году принял участие в Кубке конфедераций в России. На турнире сыграл в матчах против команд Новой Зеландии и Португалии.
В 2018 году принял участие в чемпионате мира проходившем в России. На турнире сыграл в матчах против команд Германии, Южной Кореи, Швеции и Бразилии.
В 2019 году выиграл Золотой кубок КОНКАКАФ. На турнире сыграл в матчах против команд Кубы, Мартиники, Коста-Рики, Гаити и США.

### Голы за сборную Мексики (до 23)
| #  | Дата           | Место                          | Противник | Счёт | Результат | Соревнование          |
| -- | -------------- | ------------------------------ | --------- | ---- | --------- | --------------------- |
| 1. | 7 августа 2016 | Фонте-Нова, Салвадор, Бразилия | Фиджи     | 1:4  | 1:5       | Олимпийские игры 2016 |

## Достижения
Командные
«Гвадалахара»
- Обладатель Кубка Мексики: апертура 2015
- Обладатель Суперкубка Мексики: 2016

«Антрахт» (Франкфурт)
- Обладатель Кубка Германии: 2017/18

«УАНЛ Тигрес»
- Чемпион Мексики: клаусура 2019
- Победитель Лиги чемпионов КОНКАКАФ: 2020

Мексика (до 23)
- Чемпион Игр Центральной Америки и Карибского бассейна: 2014

Мексика
- Обладатель Золотого кубка КОНКАКАФ: 2019

Индивидуальные
- Член символической сборной чемпионата Мексики: клаусура 2015[38]
- Член символической сборной Лиги чемпионов КОНКАКАФ: 2019[39]
- Член символической сборной Золотого кубка КОНКАКАФ: 2019[40]